# Cecidomyia bicolora
Cecidomyia bicolora är en tvåvingeart som först beskrevs av Jean-Jacques Kieffer 1913.  Cecidomyia bicolora ingår i släktet Cecidomyia och familjen gallmyggor. Inga underarter finns listade i Catalogue of Life.